# Бахтыбаево
Бахтыба́ево (баш. Бахтыбай) — село в Бирском районе Республики Башкортостан Российской Федерации. Административный центр Бахтыбаевского сельсовета.

## География

### Географическое положение
Расстояние до:
- районного центра (Бирск): 25 км,
- ближайшей ж/д станции (Уфа): 120 км.

## Население
| 2002 | 2009 | 2010 |
| ---- | ---- | ---- |
| 855  | ↗975 | ↘887 |

### Национальный состав
Согласно переписи 2002 года, преобладающие национальности — марийцы (31 %), мари (67 %).

## Известные уроженцы
- Асмаев, Вячеслав Михайлович (род. 1954) — советский и российский танцор, балетмейстер, балетный педагог. Заслуженный артист Российской Федерации.
- Кукубаев, Анатолий Кукубаевич (1937—2002) — советский и российский композитор.
- Файрушин, Иван Сергеевич (1950—2006) — советский и российский художник.